# Бетел-Хайтс (Арканзас)
Бетел-Хайтс (англ. Bethel Heights, Arkansas) — город, расположенный в округе Бентон (штат Арканзас, США) с населением в 714 человек по статистическим данным переписи 2000 года.

## География
По данным Бюро переписи населения США город Бетел-Хайтс имеет общую площадь в 6,47 квадратных километров, водных ресурсов в черте населённого пункта не имеется.
Город Бетел-Хайтс расположен на высоте 411 метров над уровнем моря.

## Демография
По данным переписи населения 2000 года в Бетел-Хайтсе проживало 714 человек, 211 семей, насчитывалось 251 домашнее хозяйство и 261 жилой дом. Средняя плотность населения составляла около 110 человек на один квадратный километр. Расовый состав Бетел-Хайтса по данным переписи распределился следующим образом: 92,16 % белых, 1,54 % — коренных американцев, 2,52 % — азиатов, 1,96 % — представителей смешанных рас, 1,82 % — других народностей. Испаноговорящие составили 3,36 % от всех жителей города.
Из 251 домашних хозяйств в 42,6 % — воспитывали детей в возрасте до 18 лет, 78,1 % представляли собой совместно проживающие супружеские пары, в 3,2 % семей женщины проживали без мужей, 15,9 % не имели семей. 13,9 % от общего числа семей на момент переписи жили самостоятельно, при этом 7,2 % составили одинокие пожилые люди в возрасте 65 лет и старше. Средний размер домашнего хозяйства составил 2,84 человек, а средний размер семьи — 3,10 человек.
Население города по возрастному диапазону по данным переписи 2000 года распределилось следующим образом: 28,6 % — жители младше 18 лет, 5,2 % — между 18 и 24 годами, 31,0 % — от 25 до 44 лет, 24,2 % — от 45 до 64 лет и 11,1 % — в возрасте 65 лет и старше. Средний возраст жителей составил 35 лет. На каждые 100 женщин в Бетел-Хайтсе приходилось 103,4 мужчин, при этом на каждые сто женщин 18 лет и старше приходилось 103,2 мужчин также старше 18 лет.
Средний доход на одно домашнее хозяйство в городе составил 48 750 долларов США, а средний доход на одну семью — 51 172 доллара. При этом мужчины имели средний доход в 33 438 долларов США в год против 26 625 долларов среднегодового дохода у женщин. Доход на душу населения в городе составил 19 001 доллар в год. 1,9 % от всего числа семей в округе и 4,9 % от всей численности населения находилось на момент переписи населения за чертой бедности, при этом 1,8 % из них были моложе 18 лет и 11,4 % — в возрасте 65 лет и старше.